# Kuurne-Bruxelles-Kuurne 2000
La Kuurne-Bruxelles-Kuurne 2000, cinquantaquattresima edizione della corsa, si svolse il 27 febbraio su un percorso di 188 km, con partenza e arrivo a Kuurne. Fu vinta dal belga Andrei Tchmil della squadra Lotto-Adecco davanti al connazionale Geert Van Bondt e all'estone Jaan Kirsipuu.

## Ordine d'arrivo (Top 10)
| Pos. | Corridore         | Squadra                     | Tempo    |
| ---- | ----------------- | --------------------------- | -------- |
| 1    | Andrei Tchmil     | Lotto-Adecco                | 4h47'06" |
| 2    | Geert Van Bondt   | Farm Frites                 | a 4"     |
| 3    | Jaan Kirsipuu     | AG2R Prévoyance             | a 9"     |
| 4    | Romāns Vainšteins | Vini Caldirola-Sidermec     | s.t.     |
| 5    | Jo Planckaert     | Cofidis                     | s.t.     |
| 6    | Tristan Hoffman   | Memory Card-Jack & Jones    | s.t.     |
| 7    | Karel Vereecke    | Vlaanderen 2002-Eddy Merckx | s.t.     |
| 8    | Marco Serpellini  | Lampre-Daikin               | s.t.     |
| 9    | Lars Michaelsen   | FDJ                         | s.t.     |
| 10   | Stefano Zanini    | Mapei-Quick Step            | s.t.     |